# Ден на дърворезбата
Ден на дърворезбата, наричан понякога Ден на резбаря, е творчески проект на ученици от Националната гимназия за приложни изкуства „Тревненска школа“ и други любители на традицията за художествената обработка на дърво.
| НПГИ „Тревненска школа“  | Трявна |
| НХГ „Димитър Добрович“   | Сливен |
| НУПИ „Проф. Венко Колев“ | Троян  |
| НГПИ „Св. Лука“          | София  |
| ПГПИ                     | Смолян |
| ПКГ                      | Кунино |
| НУФИ „Филип Кутев“       | Котел  |
| ХМУ „Любомир Пипков“     | София  |

## Двеста години от майсторския облог в Трявна
Този облог, сключен на 6 май 1808 г. по време на заключителните работи на Даскаловата къща, е повод за допълнителни празненства. Тържествата са уредени във връзка с всенародния празник Гергьовден и Деня на дърворезбата. Образува се тържествено шествие по повод на облога, сключен межди уста Димитър Ошанеца и неговия калфа Иван Бучуковеца. Празничното шествие тръгва от старинния площад в град Трявна и завършва в Даскаловата къща. Шествието се води от Градската духова музика и иконата на Свети Георги – патрон на резбарите. Този облог дава начало на ред традиционни състезания по дърворезбарство на българските марангози.